# Emam Reza
Emam Reza (perski: امامرضا) – wieś w południowym Iranie, w Chuzestanie. W 2006 roku miejscowość liczyła 66 mieszkańców w 14 rodzinach.